# 余林 (1954年)
余林（1954年—），安徽亳州人，汉族，中华人民共和国政治人物、第十二届全国人民代表大会安徽地区代表。
毕业于阜阳地委党校党政管理专业，加入中国共产党。2013年，被选为全国人大代表。